# Pexopsis pilosa
Pexopsis pilosa là một loài ruồi trong họ Tachinidae.